# Idioma pastún
El pastún o pashtún (autoglotónimo پښتو Pax̌to, pronunciado [ˈpəʂt̪oː], [ˈpʊxt̪oː]) es la lengua materna de los pastunes del sur y centro de Asia. Este idioma forma parte de las lenguas iranias orientales y desciende directamente del idioma avéstico, la lengua irania más antigua preservada. El pastún es hablado en Afganistán y Pakistán, como también lo hace la diáspora pastún en todo el mundo.

## Distribución geográfica
Al ser un idioma nacional en Afganistán, el pastún se habla comúnmente en el este, sur y suroeste, pero también en algunas partes del norte y del oeste del país. No hay un número exacto de hablantes de este idioma, pero diferentes estudios revelan que el pastún es la lengua materna del 35-60 % de la población del país.
En Pakistán, el pastún es una lengua provincial, hablada por el 15.42 % de los 170 millones de pakistaníes como lengua materna. Se usa como primer idioma en la región de mayoría pastún de Jaiber Pastunjuá y en el norte de Balochistán. También se habla en algunas partes de los distritos de Mianwali y Attock, que pertenecen a la provincia de Punyab, al igual que en otras partes del país habitadas por pastunes. Se pueden encontrar comunidades de pasto-parlantes modernas en Karachi e Hyderabad en Sindh. Al tener unos 7 millones de habitantes, la ciudad de Karachi en Pakistán tiene la mayor concentración de pastunes en el mundo. Dentro del radio demográfico, los pastunes representan el 25 % de la población total de Karachi.
Otras comunidades de hablantes pastunes pueden encontrarse en Irán, principalmente en Jorasán al este de Qaen, cerca de la frontera afgana, y también en Tayikistán. También hay comunidades de descendientes de pastunes en el suroeste de Jammu y Cachemira.
Además, existen considerables comunidades pasto-parlantes en el Medio Oriente, especialmente en los Emiratos Árabes Unidos, y Arabia Saudí, así como en el Reino Unido, Estados Unidos, Tailandia, Canadá, Alemania, los Países Bajos, Suecia, Catar, Australia, Japón, Rusia, Nueva Zelanda, entre otros.

### Estatus oficial
El Imperio durrani se compuso de regiones de los lados de la línea Durand antes de la situación etnolingüística actual en Asia meridional, donde el poder colonial británico se anexó un tercio de Afganistán. La frontera creó una zona de amortiguamiento y fue dibujada a través de las áreas pastunes de asentamiento, pero se dejó la parte más grande en lo que ahora es Pakistán.
El pastún (desde 1936) es uno de los dos idiomas oficiales de Afganistán, junto con el dari (persa). Desde el principio del siglo XVII, todos los reyes de Afganistán fueron pastunes étnicos a excepción de Habibulá Kalakani, y muchos de ellos eran bilingües, aunque Amanulá Khan hablaba pastún como su segundo idioma. El persa, como idioma literario de la corte real, fue más usado frecuentemente dentro de las instituciones gubernamentales, mientras el pastún era hablado por las tribus pastunes como su lengua materna. Amanulá Khan empezó a promocionar el pastún durante su reinado como un marcador de la identidad étnica y un símbolo del "nacionalismo oficial", mientras llevaba a Afganistán hacia la independencia tras la derrota del poder colonial británico en la tercera guerra anglo-afgana. En la década de 1930, un movimiento empezó a tomar como meta el pastún como idioma gubernamental, administrativo y artístico con el establecimiento de una sociedad pastún, la Pashto Anjuman en 1931 y la inauguración de la Universidad de Kabul en 1932, como también a la creación de la Academia Pashtún, Pashto Tolana, en 1937. Aunque, oficialmente, se fortaleció el uso del pastún, la élite afgana declaró al persa "como un idioma sofisticado y un símbolo de educación culturalizada". El rey Zahir Shah, quien entró al poder después de la abdicación de su padre Nadir Khan en 1933, instó a que ambas lenguas, el persa y el pastún, deberían ser estudiadas y utilizadas por los funcionarios de estado. En 1936, al pastún le fue formalmente dado el estado de idioma oficial con derechos completos de utilización en todos los aspectos gubernamentales y educativos por decreto real bajo Zahir Shah, a pesar de que la familia real pastún y los burócratas hablaban mayormente persa. Así, el pastún pasó a ser una lengua nacional, un símbolo de nacionalismo afgano.
El estatus de idioma oficial fue reafirmado en 1964 por la asamblea constitucional, donde el persa afgano fue renombrado como "dari" oficialmente. La letra del himno nacional afgano está en pastún.
En Pakistán, el urdú y el inglés son los idiomas oficiales, pero el pastún no tiene ningún estatus oficial a nivel federal. A nivel provincial, este idioma es la lengua regional de Jaiber Pajtunjuá, y en el norte de Baluchistán. En 1984, se permitió usar el pastún como lengua de enseñanza en las escuelas primarias. En los colegios primarios controlados por el gobierno en zonas parlantes de pastún es ahora la lengua de enseñanza en 1.er y 2.º año, y se imparte como materia obligatoria a partir del 5.º Sin embargo, el urdú se mantiene como el idioma principal de educación y actividades extracurriculares, mientras que el inglés es materia obligatoria desde el primer año. Las escuelas privadas inglesas no usan el pastún como un idioma obligatorio en Primaria. La imposición del urdú en Educación Preescolar ha causado una degradación sistemática y el declive de varios idiomas nativos pakistaníes, incluyendo el pastún.

## Gramática
El pastún es una lengua sujeto-objeto-verbo (SOV) con ergatividad escindida. En pastún, esto significa que el verbo concuerda con el sujeto en oraciones transitivas e intransitivas en cláusulas no pasadas y no completadas, pero cuando se informa de una acción completada en cualquiera de los tiempos pasados, el verbo concuerda con el sujeto si es intransitivo, pero con el objeto si es transitivo. Los verbos se inflexionan para los tiempos presente, pasado simple, pasado progresivo, presente perfecto y pretérito perfecto. También existe una flexión para el subjuntivo.
Los sustantivos y adjetivos se declinan en dos géneros (masculino y femenino), dos números (singular y plural) y cuatro casos (directo, oblicuo, ablativo y vocativo). El poseedor precede al poseído en la construcción genitiva, y los adjetivos van antes que los sustantivos a los que modifican.
A diferencia de la mayoría de las demás lenguas indoiranias, el pastún utiliza los tres tipos de adposiciones: preposiciones, postposiciones y circunposiciones.

## Vocabulario
En el pastún, la mayoría de los elementos nativos del léxico están relacionados con otras lenguas del Irán oriental. Como señala Josef Elfenbein, "se han rastreado palabras prestadas en el pastún hasta el siglo III a.C., e incluyen palabras del griego y probablemente del persa antiguo". Por ejemplo, Georg Morgenstierne señala que la palabra pastún مېچن mečә́n, es decir, molino de mano, deriva del griego antiguo μηχανή (mēkhanḗ, es decir, aparato). Los préstamos posteriores al siglo VII procedían principalmente del persa y del hindi-urdu, y las palabras árabes se tomaban prestadas a través del persa, aunque a veces directamente. El habla moderna toma prestadas palabras del inglés, el francés y el alemán.
Sin embargo, hay un gran número de palabras exclusivas del pastún.